# Шаруро-Даралагезский уезд
Шару́ро-Даралаге́зский уезд — административная единица в составе Эриванской губернии. Центр — селение Баш-Норашен.

## История
Уезд образован в 1874 году в составе Эриванской губернии. В 1908 году преподавателем Екатеринодарской гимназии В.М. Сысоевым были тщательно обследованы и обмерены старинные армянские церкви уезда. Он осмотрел около 30 старинных армянских храмов (XIII—XVII вв.), церкви в азербайджанских (в источнике «татарских») селениях Ай-Сасы и Алагез, сделал планы храмов и многочисленные фотографии. В том же году археологическую экспедицию по уезду совершил Е. А. Лалаянц, которого сопровождал сделавший множество снимков фотограф Д. И. Ермаков.
В 1920 году в результате армяно-азербайджанской войны часть территории уезда, включая Баш-Норашен, вошла в состав Нахичеванской ССР. Оставшаяся часть, переименованная в "Даралагязский уезд" с центром в селе Кешишкенд, вошла в состав ССР Армении. В 1930 году уезд был упразднён, его территория была разделена между Кешишкендинским и Пашалуйским районами.

## Население
По данным первой всеобщей переписи населения Российской империи 1897 г. в уезде проживало 76 538 чел., в том числе в селении Баш-Норашен — 867 чел. Согласно ЭСБЕ на конец XIX века население уезда составляло 76 551 чел. (41097 мужчин и 35454 женщин).
По переписи населения 1926 года население уезда составляло 30 074 чел.

#### Национальный и религиозный состав в XIX веке
Национальный состав по переписи населения 1897 года:
- татары (азербайджанцы)[Комм. 1] — 51 560 чел. (67,37 %),
- армяне — 20 726 чел. (27,08 %),
- курды (и езиды) — 3 761 чел. (4,91 %),
- айсоры (ассирийцы) — 331 чел. (0,43 %)
- славяне (в основном великорусы (русские), а также малорусы (украинцы), белорусы) — 122 чел. (0,16 %),
- поляки — 12 чел. (0,02 %),
- грузины — 7 чел. (0,01 %),
- евреи — 6 чел. (0,01 %),
- греки — 4 чел. (0,01 %),
- итальянцы — 1 чел. (<0.01 %),
- немцы — 1 чел. (<0,01 %),
- остальные — 7 чел. (0,01 %).

Религиозный состав
Данные согласно ЭСБЕ на конец XIX века:
- Армяне (ААЦ)[Комм. 2] — ≈ 21 434 (>17,5 %),
- Мусульмане-шииты[Комм. 3] — ≈ 59 708 (78 %),
- Православные, Армяне-католики, Римско-католики.

#### Национальный и религиозный состав в 1914 году
- Армяне (ААЦ) — 27 407 (30,73 %),
- Мусульмане-шииты — 60 272 (67,57 %),
- Мусульмане-сунниты — 515 (0,58 %),
- Курды — 896 (1,00 %),
- Славяне (в основном русские, православные) — 74 (0,08 %),
- Европейцы — 11 (0,01 %),
- Грузины — 14 (0,02 %),
- Остальные — 4 (<0,01 %),
- Всего, чел. — 89 193[1].

## Административное деление
В 1913 году в уезд входило 13 сельских правлений:
| - Алагезское — с. Гасанкенд, - Алаклинское — с. Ханлухлар, - Гиндивазское — с. Гиндиваз, - Енгиджинское — с. Енгиджа, - Зейзинское — с. Баш-Норашен, - Карабурджское — с. Кущи-Демурчи, | - Кешишкендское — с. Кешишкенд, - Кузульджинское — с. Арпа, - Мартиросское — с. Пашалу, - Пусианское — с. Пусиан, - Улия-Норашенское — с. Норашен-Улия, - Яйджинское — с. Яйджи, |

## Населённые пункты
Крупнейшие населённые пункты уезда (население, 1908 год)
| №  | Населённые пункты | Население, всего |
| -- | ----------------- | ---------------- |
| 1  | Гергер            | 1616             |
| 2  | Джуль             | 1252             |
| 3  | Енгиджа (Мусул.)  | 1392             |
| 4  | Кешишкенд         | 1402             |
| 5  | Кущи-Демурчи      | 1794             |
| 6  | Малишка           | 1460             |
| 7  | Мартирос          | 1538             |
| 8  | Махмудкенд        | 1068             |
| 9  | Махта             | 1175             |
| 10 | Норашен-Улия      | 1458             |
| 11 | Пусиан            | 1433             |
| 12 | Сиагут            | 1027             |
| 13 | Султанабек        | 1207             |
| 14 | Тазакенд          | 3526             |
| 15 | Хачик             | 1009             |
| 16 | Яйджи верхний     | 1869             |
| 17 | Яйджи нижний      | 1969             |